# Vyhledávač
Vyhledávač je počítačový systém či program, který umožňuje uživateli zadat nějaký libovolný nebo specifikovaný vyhledávaný výraz a získat z velkého objemu dat informace, které jsou v souladu s tímto dotazem. Jako vyhledávač se označují i webové stránky, jejichž hlavní funkcí je poskytování takového systému či programu. Jako internetový vyhledávač se označuje buď vyhledávač, na který se přistupuje přes internet, nebo vyhledávač, jehož zdrojem vyhledávání je internet (tj. WWW, Usenet apod.). Jako online vyhledávač se označuje vyhledávač, při jehož výkonu činnosti dochází k výměně dat v rámci nějaké počítačové sítě, nejčastěji to je internetový vyhledávač. Fulltextový vyhledávač je vyhledávač, který vykonává fulltextové vyhledávání.

## Dělení
Podle zdroje vyhledávání se rozlišuje:
- Webový vyhledávač – vyhledává na WWW
- Usenetový vyhledávač – vyhledává v Usenetu
- Intranetový vyhledávač – vyhledává v intranetu
- Desktopový vyhledávač – vyhledává v daném počítači

Podle druhu vyhledávaných dat se rozlišuje:
- Textový vyhledávač – vyhledává textová data
- Obrázkový vyhledávač – vyhledává obrázková data
- Video vyhledávač – vyhledává video data
- Jiné

Podle šířky záběru:
- Univerzální vyhledávač – vyhledává pro všechna témata a cílové skupiny
- Vertikální vyhledávač – vyhledává jen v určitém tématu (např. sport, zdraví, povolání) nebo pro určitou cílovou skupinu (např. vědci, děti)